# Eduard Glieder
Eduard Günter Glieder (ur. 28 stycznia 1969 w Grazu) – austriacki piłkarz występujący na pozycji napastnika, reprezentant Austrii w latach 1998–2004, trener i menedżer piłkarski.

## Kariera klubowa
Wychowanek amatorskiego klubu SC St. Margarethen-Raab z miasta St. Margarethen an der Raab w południowo-wschodniej Styrii. Karierę na poziomie seniorskim rozpoczął w 1989 roku w Grazer AK, grając na poziomie Bundesligi (1989–1990, 1995–1996) i 2. Division (1990–1994). W sezonie 1994/95 występował na wypożyczeniu w Casino Salzburg, z którym zdobył mistrzostwo kraju.
W połowie 1999 roku Glieder został piłkarzem Casino Salzburg na zasadzie transferu definitywnego. Wywalczył z tym klubem kolejne mistrzostwo (1996/97) i Superpuchar Austrii (1997). W sezonach 1996/97 i 1997/98 był najskuteczniejszym zawodnikiem w zespole, natomiast w sezonie 1998/99 z 22 bramkami zdobył tytuł króla strzelców całej ligi.
Na początku 2000 roku Glieder został zawodnikiem FC Tirol Innsbruck. W barwach tej drużyny wywalczył trzykrotnie mistrzostwo Austrii w sezonie 1999/00, 2000/01 oraz 2001/02. Wskutek bankructwa klubu w 2002 roku odszedł do SV Pasching. W sezonie 2002/03 został wiceliderem klasyfikacji strzelców ex aequo z Marijo Mariciem. W Pucharze Intertoto 2003 jego dwa gole przyczyniły się do wyeliminowania w półfinale Werderu Brema (4:0, 1:1).
Po finałowym dwumeczu przeciwko FC Schalke 04 (0:2, 0:0), dyrektor generalny niemieckiego klubu Rudi Assauer zdecydował się wypożyczyć Gliedera za kwotę 200 tys. euro. 13 września 2003  zadebiutował on w Bundeslidze w spotkaniu z VfB Stuttgart (0:0), w którym wszedł na boisko w 76. minucie za Ebbe Sanda. Ogółem w sezonie 2003/04 rozegrał on 16 ligowych spotkań i zdobył 2 bramki w meczach przeciwko Hamburger SV (2:2) i SC Freiburg (3:0).
Latem 2004 roku Glieder powrócił do SV Pasching, gdzie występował przez 1,5 sezonu. Na początku 2006 roku odszedł do FC Kärnten (Red Zac-Erste Liga). W maju tego samego roku, z powodu niezadowalających wyników, jego kontrakt został rozwiązany. W sezonie 2006/07 pełnił funkcję grającego trenera w trzecioligowym zespole SV Grödig.
W 2007 roku Glieder rozpoczął grę w nowo powstałym klubie FC Pasching, założonym jako kontynuatora tradycji zlikwidowanego FC Superfund Pasching. W trakcie 3 sezonów w barwach tego zespołu zdobył on 63 gole w 65 występach, co przyczyniło się do awansu FC Pasching z V do III kategorii rozgrywkowej. Gdy ze względów proceduralnych jego klubowi odmówiono ubiegania się o licencję na grę w Erste Lidze, Glieder postanowił zakończyć karierę w styczniu 2010 roku. Wznowił ją na krótko w 2013 roku, kiedy to rozegrał 4 spotkania w amatorskim zespole SV Rosegg.

## Kariera reprezentacyjna
10 października 1998 Glieder zadebiutował w reprezentacji Austrii prowadzonej przez Herberta Prohaskę w meczu z Cyprem (3:0) w eliminacjach Mistrzostw Europy 2000. Cztery dni później w spotkaniu przeciwko San Marino (4:1) strzeliłł pierwszą bramkę dla drużyny narodowej. Ogółem w latach 1998–2004 rozegrał w reprezentacji 11 meczów i zdobył 4 gole.

### Bramki w reprezentacji
| LP | Data                 | Miejsce                        | Przeciwnik    | Bramka | Rezultat | Ranga meczu                       |
| -- | -------------------- | ------------------------------ | ------------- | ------ | -------- | --------------------------------- |
| 1. | 14 października 1998 | Stadion Olimpijski, Serravalle | San Marino    | 4:0    | 4:1      | Eliminacje Mistrzostw Europy 2000 |
| 2. | 10 października 1999 | Ernst-Happel-Stadion, Wiedeń   | Cypr          | 1:0    | 3:1      | Eliminacje Mistrzostw Europy 2000 |
| 3. | 24 kwietnia 2001     | Tivoli Neu, Innsbruck          | Liechtenstein | 1:0    | 2:0      | Eliminacje Mistrzostw Świata 2002 |
| 4. | 20 sierpnia 2003     | Ernst-Happel-Stadion, Wiedeń   | Kostaryka     | 1:0    | 2:0      | Mecz towarzyski                   |

## Kariera trenerska
W 2006 roku Glieder rozpoczął karierę trenerską jako grający menedżer trzecioligowego klubu SV Grödig. W 2007 roku został zastąpiony przez Heimo Pfeifenbergera i zaangażował się w prowadzenie zespołu Red Bull Salzburg U-19. W 2010 roku, po ogłoszeniu definitywnego zakończenia kariery zawodniczej, rozpoczął pracę jako szkoleniowiec FC Pasching II.
Wkrótce po tym objął funkcję trenera odradzającego się po bankructwie klubu SK Vorwärts Steyr (OÖ Liga, IV poziom ligowy). W Pucharze Austrii 2010/11 jego zespół wyeliminował dwóch rywali z 1. Ligi, kolejno: SKN St. Pölten i Wolfsberger AC/SK St. Andrä i odpadł po dogrywce z SK Sturm Graz (Bundesliga). W tym samym sezonie SK Vorwärts wywalczyli awans do Regionalligi.
W latach 2012–2014 Glieder pracował jako asystent Adiego Hüttera w SV Grödig. W 2013 roku prowadzony przez nich zespół awansował do austriackiej ekstraklasy. W sezonie 2013/14 SV Grödig jako beniaminek sensacyjnie zajęło 3. lokatę w tabeli i zapewniło sobie prawo gry w kwalifikacjach Ligi Europy. Adi Hütter przeniósł się wkrótce po tym do Red Bull Salzburg, przez co Glieder również zdecydował się odejść z klubu.
W 2015 roku objął on samodzielnie czwartoligowy SV Wals-Grünau, gdzie pozostał przez jeden sezon. W 2016 roku oznajmił, iż skupia się wyłącznie na działalności skautingowej i menedżerskiej.

## Życie prywatne
Ma trójkę dzieci ze związku z byłą żoną Veroniką: córki Denise (1987) i Jeannine (ur. 1989) oraz syna Markusa (ur. 1995). W 2000 roku klub SC St. Margarethen-Raab, którego Glieder jest wychowankiem, przemianował swój obiekt na Edi-Glieder-Stadion.

## Statystyki kariery

### Klubowe
| Klub                    | Sezon             | Liga                 | Liga  | Liga | Puchat kraju | Puchat kraju | Kontynentalne | Kontynentalne | Inne  | Inne | Razem | Razem |
| Klub                    | Sezon             | Liga                 | Mecze | Gole | Mecze        | Gole         | Mecze         | Gole          | Mecze | Gole | Mecze | Gole  |
| ----------------------- | ----------------- | -------------------- | ----- | ---- | ------------ | ------------ | ------------- | ------------- | ----- | ---- | ----- | ----- |
| Grazer AK               | 1988/1989         | 1. Division          | 3     | 0    | 0            | 0            | —             | —             | —     | —    | 3     | 0     |
| Grazer AK               | 1989/1990         | 1. Division          | 33    | 1    | 3            | 1            | —             | —             | —     | —    | 36    | 2     |
| Grazer AK               | 1990/1991         | 2. Division          | 35    | 6    | 3            | 0            | —             | —             | —     | —    | 38    | 6     |
| Grazer AK               | 1991/1992         | 2. Division          | 34    | 3    | 5            | 1            | —             | —             | —     | —    | 39    | 4     |
| Grazer AK               | 1992/1993         | 2. Division          | 21    | 4    | 1            | 0            | —             | —             | —     | —    | 22    | 4     |
| Grazer AK               | 1993/1994         | 2. Division          | 27    | 20   | 5            | 2            | —             | —             | —     | —    | 32    | 22    |
| Grazer AK               | 1995/1996         | Bundesliga           | 36    | 7    | 4            | 1            | —             | —             | —     | —    | 40    | 8     |
| Grazer AK               | Ogółem            | Ogółem               | 189   | 41   | 21           | 5            | —             | —             | —     | —    | 210   | 46    |
| Casino Salzburg (wyp.)  | 1994/1995         | Bundesliga           | 20    | 3    | 3            | 1            | —             | —             | —     | —    | 23    | 4     |
| Casino Salzburg         | 1996/1997         | Bundesliga           | 28    | 12   | 3            | 2            | —             | —             | —     | —    | 31    | 14    |
| Casino Salzburg         | 1997/1998         | Bundesliga           | 32    | 9    | 3            | 1            | 4             | 3             | 1     | 0    | 40    | 13    |
| Casino Salzburg         | 1998/1999         | Bundesliga           | 34    | 22   | 4            | 3            | 7             | 5             | —     | —    | 45    | 30    |
| Casino Salzburg         | 1999/2000         | Bundesliga           | 16    | 4    | 1            | 1            | —             | —             | —     | —    | 17    | 5     |
| Casino Salzburg         | Ogółem            | Ogółem               | 110   | 47   | 11           | 7            | 11            | 8             | 1     | 0    | 133   | 62    |
| FC Tirol Innsbruck      | 1999/2000         | Bundesliga           | 12    | 0    | 3            | 2            | —             | —             | —     | —    | 15    | 2     |
| FC Tirol Innsbruck      | 2000/2001         | Bundesliga           | 21    | 5    | 5            | 4            | 4             | 0             | 1     | 0    | 31    | 9     |
| FC Tirol Innsbruck      | 2001/2002         | Bundesliga           | 22    | 7    | 1            | 0            | 4             | 1             | —     | —    | 27    | 8     |
| FC Tirol Innsbruck      | Ogółem            | Ogółem               | 55    | 12   | 9            | 6            | 8             | 1             | 1     | 0    | 73    | 19    |
| SV Pasching             | 2002/2003         | Bundesliga           | 33    | 17   | 0            | 0            | —             | —             | —     | —    | 33    | 17    |
| SV Pasching             | 2003/2004         | Bundesliga           | 6     | 8    | 0            | 0            | 9             | 6             | —     | —    | 15    | 14    |
| SV Pasching             | 2004/2005         | Bundesliga           | 33    | 9    | 1            | 0            | 2             | 2             | —     | —    | 36    | 11    |
| SV Pasching             | 2005/2006         | Bundesliga           | 14    | 1    | 0            | 0            | 2             | 0             | —     | —    | 16    | 1     |
| SV Pasching             | Ogółem            | Ogółem               | 86    | 35   | 1            | 0            | 13            | 8             | 0     | 0    | 100   | 43    |
| FC Schalke 04 (wyp.)    | 2003/2004         | Bundesliga           | 16    | 2    | 1            | 0            | —             | —             | —     | —    | 17    | 2     |
| FC Schalke 04 II (wyp.) | 2003/2004         | Fußball-Regionalliga | 1     | 0    | —            | —            | —             | —             | —     | —    | 1     | 0     |
| FC Kärnten              | 2005/2006         | Red Zac-Erste Liga   | 15    | 3    | 0            | 0            | —             | —             | —     | —    | 15    | 3     |
| SV Grödig               | 2006/2007         | Regionalliga         | 11    | 1    | —            | —            | —             | —             | —     | —    | 11    | 1     |
| FC Pasching             | 2007/2008         | 2. Landesliga        | 26    | 29   | —            | —            | —             | —             | —     | —    | 26    | 29    |
| FC Pasching             | 2008/2009         | Landesliga           | 25    | 25   | 1            | 1            | —             | —             | —     | —    | 26    | 26    |
| FC Pasching             | 2009/2010         | Regionalliga         | 14    | 9    | 2            | 0            | —             | —             | —     | —    | 16    | 9     |
| FC Pasching             | Ogółem            | Ogółem               | 65    | 63   | 3            | 1            | —             | —             | —     | —    | 68    | 64    |
| SV Rosegg               | 2013/2014         | 2. Klasse B          | 4     | 0    | —            | —            | —             | —             | —     | —    | 4     | 0     |
| Ogółem w karierze       | Ogółem w karierze | Ogółem w karierze    | 572   | 207  | 49           | 20           | 32            | 17            | 2     | 0    | 655   | 244   |

### Reprezentacyjne
| Reprezentacja | Rok    | Mecze | Gole |
| ------------- | ------ | ----- | ---- |
| Austria       | 1998   | 2     | 1    |
| Austria       | 1999   | 3     | 1    |
| Austria       | 2000   | 0     | 0    |
| Austria       | 2001   | 1     | 1    |
| Austria       | 2002   | 0     | 0    |
| Austria       | 2003   | 3     | 1    |
| Austria       | 2004   | 2     | 0    |
| Ogółem        | Ogółem | 11    | 4    |

## Sukcesy

### Zespołowe
Casino Salzburg
- mistrzostwo Austrii: 1994/95, 1996/97
- Superpuchar Austrii: 1997

FC Tirol Innsbruck
- mistrzostwo Austrii: 1999/00, 2000/01, 2001/02

### Indywidualne
- król strzelców Bundesligi: 1998/99 (22 gole)